# Tonk (stad)
Tonk is een nagar panchayat (plaats) in het district Tonk van de Indiase staat Rajasthan. 

## Demografie
Volgens de Indiase volkstelling van 2001 wonen er 135.663 mensen in Tonk, waarvan 52% mannelijk en 48% vrouwelijk is. De plaats heeft een alfabetiseringsgraad van 53%. 

## Geboren
- Irrfan Khan (1967-2020), acteur